# Luis Felipe Méliz
Luis Felipe Méliz Linares (11 agosto 1979) è un lunghista cubano naturalizzato spagnolo.

## Palmarès
| Anno                           | Manifestazione      | Sede             | Evento         | Risultato      | Prestazione | Note                          |
| ------------------------------ | ------------------- | ---------------- | -------------- | -------------- | ----------- | ----------------------------- |
| In rappresentanza di Cuba      |                     |                  |                |                |             |                               |
| 1998                           | Mondiali juniores   | Annecy           | Salto in lungo | Bronzo         | 7,91 m      |                               |
| 1999                           | Universiadi         | Palma di Maiorca | Salto in lungo | Argento        | 8,05 m      |                               |
| 1999                           | Giochi panamericani | Winnipeg         | Salto in lungo | Bronzo         | 8,06 m      |                               |
| 1999                           | Mondiali            | Siviglia         | Salto in lungo | 18º (q)        | 7,85 m      |                               |
| 2000                           | Giochi olimpici     | Sydney           | Salto in lungo | 7º             | 8,08 m      |                               |
| 2001                           | Mondiali indoor     | Lisbona          | Salto in lungo | 9º             | 7,69 m      |                               |
| 2001                           | Mondiali            | Edmonton         | Salto in lungo | 17º (q)        | 7,69 m      |                               |
| 2003                           | Mondiali indoor     | Birmingham       | Salto in lungo | 4º             | 8,01 m      |                               |
| 2003                           | Giochi panamericani | Santo Domingo    | Salto in lungo | Argento        | 8,20 m      |                               |
| 2003                           | Mondiali            | Parigi           | Salto in lungo | 11º            | 7,73 m      |                               |
| 2004                           | Mondiali indoor     | Budapest         | Salto in lungo | 17º (q)        | 7,71 m      |                               |
| In rappresentanza della Spagna |                     |                  |                |                |             |                               |
| 2008                           | Giochi olimpici     | Pechino          | Salto in lungo | 7º             | 8,07 m      |                               |
| 2009                           | Mondiali            | Berlino          | Salto in lungo | 25º (q)        | 7,87 m      | Miglior prestazione personale |
| 2010                           | Europei             | Barcellona       | Salto in lungo | 11º            | 7,90 m      |                               |
| 2011                           | Europei indoor      | Parigi           | Salto in lungo | 6º             | 7,90 m      |                               |
| 2011                           | Mondiali            | Taegu            | Salto in lungo | 23º (q)        | 7,82 m      |                               |
| 2012                           | Mondiali indoor     | Istanbul         | Salto in lungo | 8º             | 7,50 m      |                               |
| 2012                           | Europei             | Helsinki         | Salto in lungo | Argento        | 8,21 m      |                               |
| 2012                           | Giochi olimpici     | Londra           | Salto in lungo | Qualificazione | nm          |                               |
| 2014                           | Europei             | Zurigo           | Salto in lungo | 28º (q)        | 6,85 m      |                               |